# 李德饶
李德饶（?—?），隋朝人物，赵郡柏人县（今河北省柏乡县南）人，李德佋之兄。
李德饶祖父李彻，北魏尚书右丞。父亲李纯，开皇年间为介州长史。李德饶少年聪敏好学，有天赋品德，宗族乡党都敬佩他。二十岁时当了校书郎，还是当值内史省，参与掌管文翰。转任监察御史，纠正不避贵戚。大业三年（607年），升任司隶从事，每每巡察四方，昭雪冤案，褒扬孝悌之人。虽然官位品秩并不是很高，但他的德行为当时所敬重。凡与他结交的人，都是海内杰出人物。性情至孝，父母卧病，就终日不食，一百年不解衣襟。守丧时，水浆不入口五天，哀痛呕血数升。到了送葬之日，正好是隆冬积雪，走了四十余里，光着脚穿着单薄的衣服，号哭顿足差点气绝。会葬者一共一千余人，无不为之流涕。后来甘露降在门庭的树上，有斑鸠筑巢在他庐上。纳言杨达巡察河北，到他的茅庐前吊祭慰问，于是改他所居住的村名为孝敬村，里为和顺里。后来李德饶担任金河县长，没有到任，正好群盗蜂起，贼帅格谦、孙宣雅等十余人，聚众于渤海。当时隋炀帝有敕命允许他们归降自首，格谦等人害怕不敢降，因为李德饶信义德行有名，遣使相告：“如果让李德饶前来，我们就率众人归降自首。”隋炀帝于是派遣李德饶前往渤海招慰晓谕诸贼。走到冠氏县，赶上其他盗贼攻陷县城，李德饶被害。

## 延伸阅读
[在维基数据编辑]
 《隋書·卷72》，出自魏徵《隋书》